# Base aérea de Právdinsk

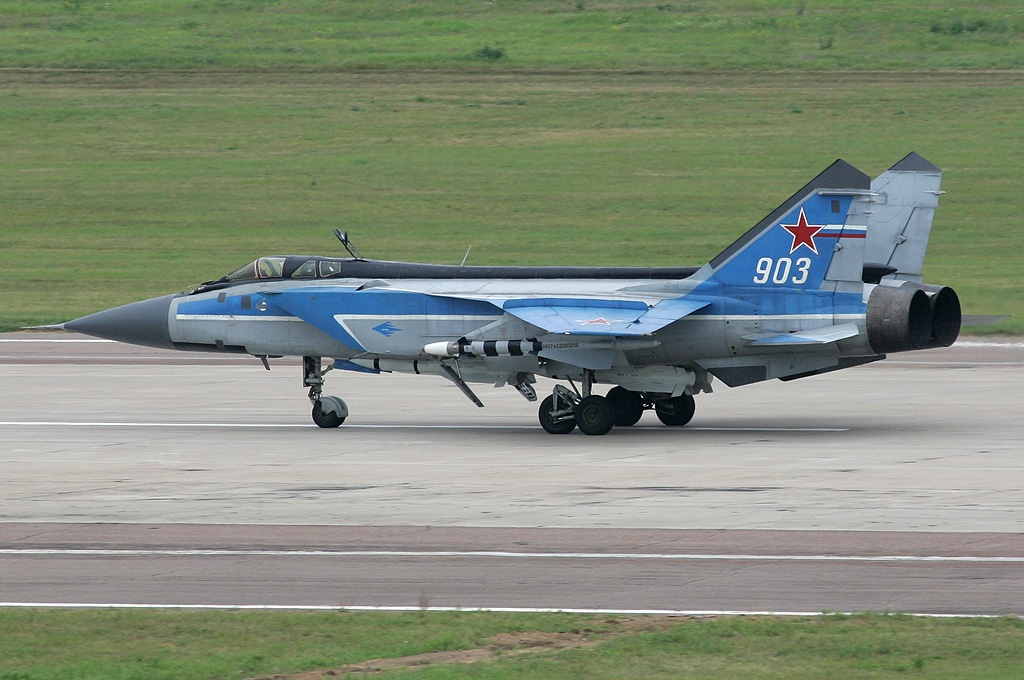
Mig-31

La Base aérea de Pravdinsk (en ruso: Аэродром Правдинск; ICAO:; IATA: ), es un aeropuerto militar situado 38 km al noroeste de Nizhni Nóvgorod, capital del óblast de Nizhni Nóvgorod, Rusia.
El nombre proviene de la vecina población de "Pravdinsk", situada 5 km al este. Años después la población fue anexada a la vecina Balajná.
Se trata de una pequeña base aérea con unas pocas calles de rodaje y numerosas plataformas pequeñas y muy distribuidas para reactores militares. 
Las unidades que estuvieron estacionadas en Pravdinsk incluyen el 786 IAP (786 Regimiento de Intercepción), que tenía cinco aviones MiG-25 en la década de 1970 y que posteriormente fue dotado de 31 aviones de MiG-31 durante la década de 1980.
En 2004, tras cinco años sin uso, Pravdinsk fue puesto de nuevo en servicio, esta vez para usos civiles. En la actualidad es utilizado por los aficionados al paracaidismo, que lo alaban como una excelente zona de descenso. A menudo se refieren al campo como Aeródromo de Istomino (del ruso: Аэродром Истомино)), en referencia a la población más cercana.

## Pista
La base aérea de Pravdinsk dispone de una pista de hormigón en dirección 14/32 de 2.500 x 45 m. (8.202 x 148 pies).